# Steganopsis japonica
Steganopsis japonica är en tvåvingeart som beskrevs av Mitsuhiro Sasakawa 1998. Steganopsis japonica ingår i släktet Steganopsis och familjen lövflugor. Inga underarter finns listade i Catalogue of Life.